# 애리엘 케벨
애리엘 케블(Arielle Kebbel, 1985년 2월 19일 ~ )은 미국의 배우, 모델이다.

## 출연 작품
- 소울 플레인 (2004, Soul Plane)
- 아메리칸 파이: 썸머 캠프 (2005)
- 리커 (2005, Reeker)
- 쿨! (2005)
- 그루지 2 (2006)
- 존 터커를 죽여라 (2006)
- 아쿠아마린 (2006)
- 포에버 스트롱 (2008, Forever Strong)
- 안나와 알렉스: 두 자매 이야기 (2009)
- 뱀파이어 써커 (2010)
- 내 남자 사용법 (2012)
- 50가지 그림자: 해방 (2018) - 지아 마테오 역
- 어나더 타임 (2018, Another Time)
- 애프터: 관계의 함정 (2021)
  - 애프터: 에버 해피 (2022, After Ever Happy)
  - 애프터 에브리씽 (2023, After Everything)

### 텔레비전
- CSI: 과학수사대 (2003)
- 로앤오더: 성범죄 전담반 (2003)
- 저징 에이미 (2003)
- 길모어 걸스 (2003-04)
- 안투라지 (2004)
- 그라운디드 포 라이프 (2004)
- CSI: 마이애미 (2005)
- 뱀파이어 다이어리 (2009-14, 2017)
- 트루 블러드 (2010)
- 라이프 언익스펙티드 (2010)
- 90210 (2011-13)
- 하와이 파이브-0 (2012)
- 언리얼 (2015)
- 볼러스 (2015-16, 2019)
- 로봇 치킨 (2015-19) - 애니메이션
- 미드나이트, 텍사스 (2017-18)
- 9-1-1 (2022-현재)